# Amatitlania

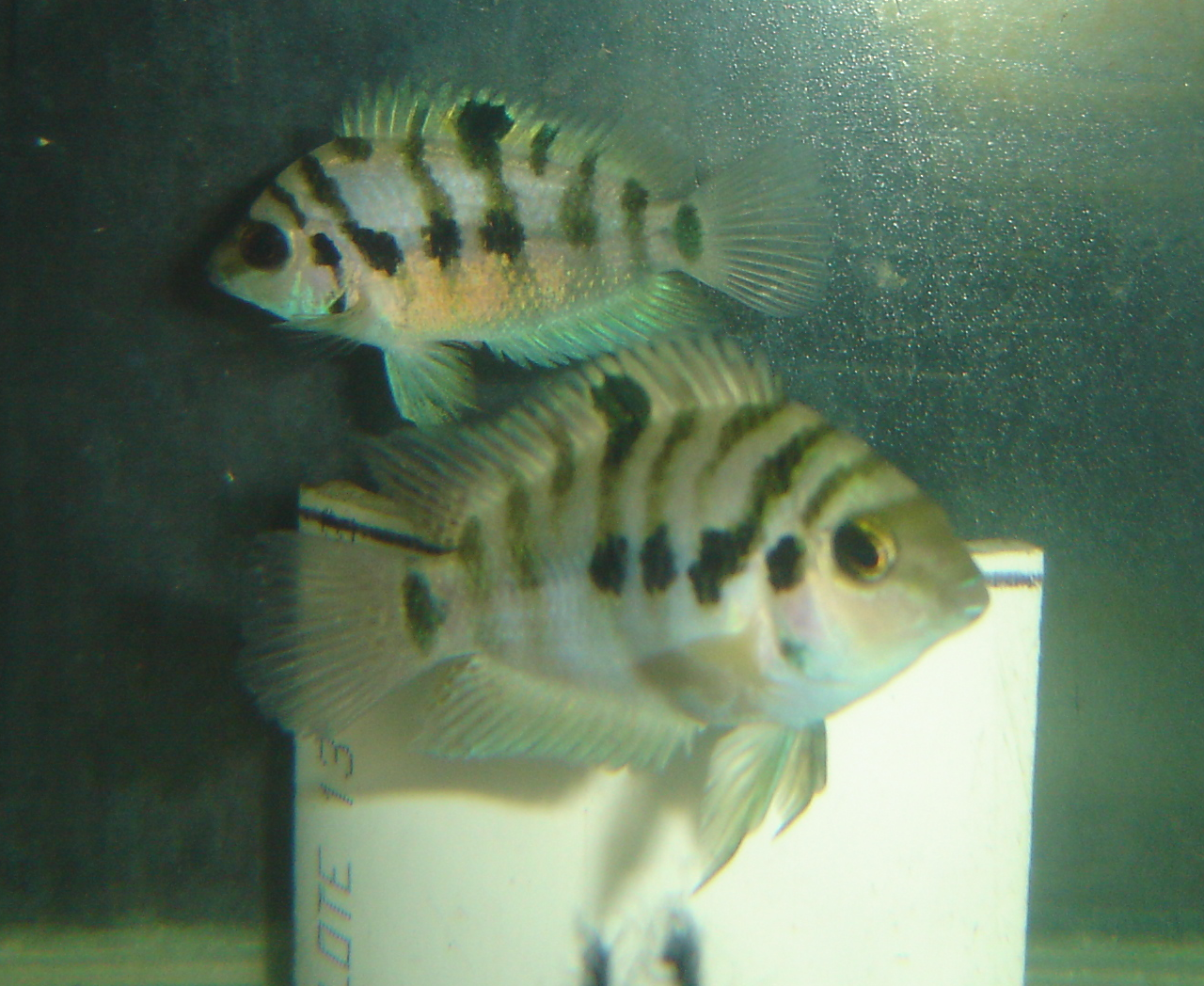
Amatitlania kanna

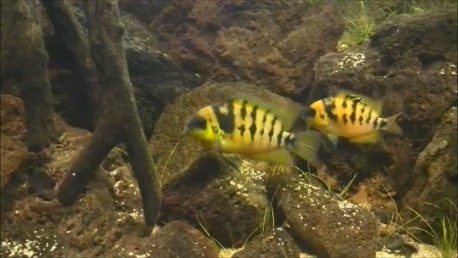
Amatitlania nanoluteus

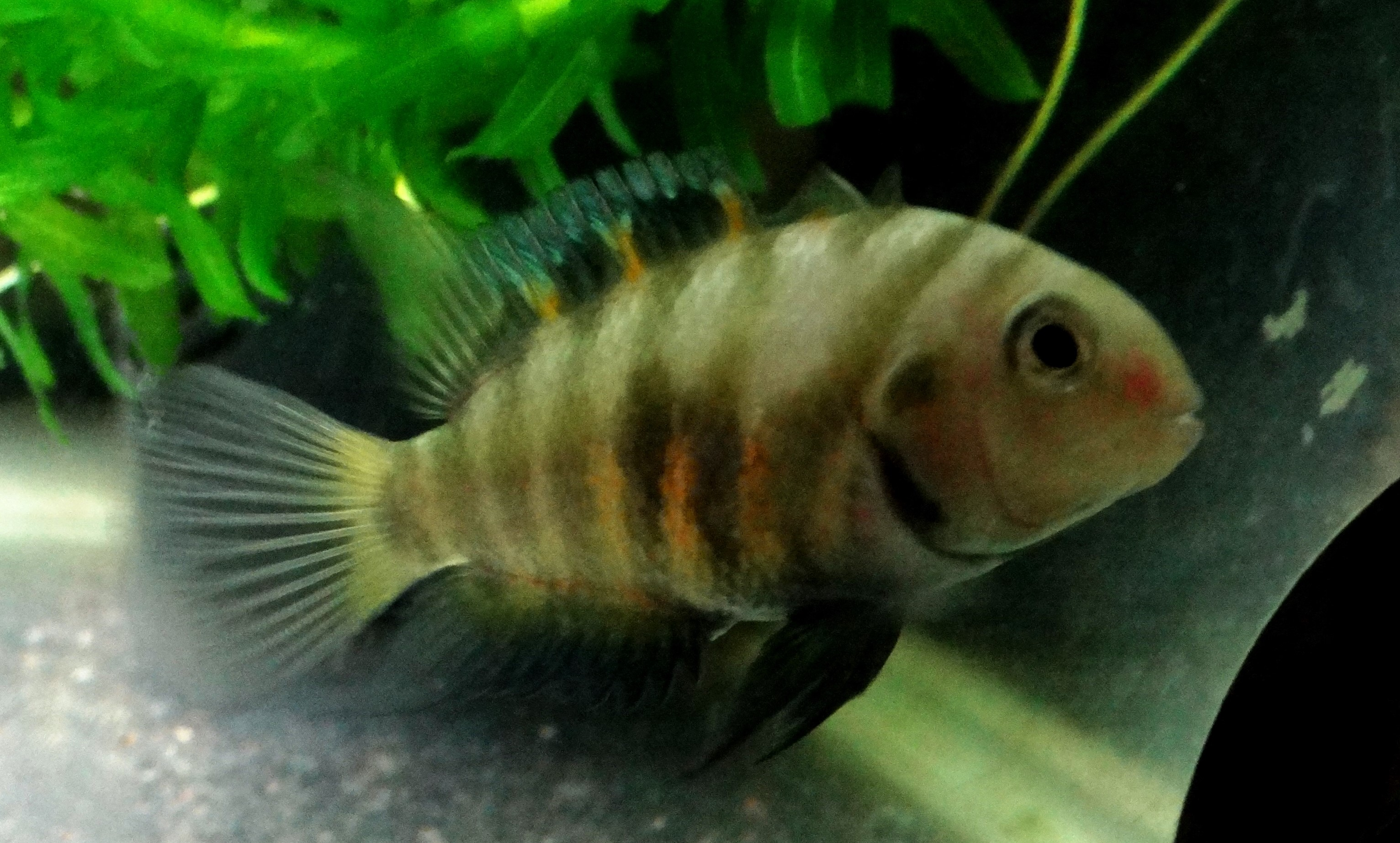
Amatitlania septemfasciata

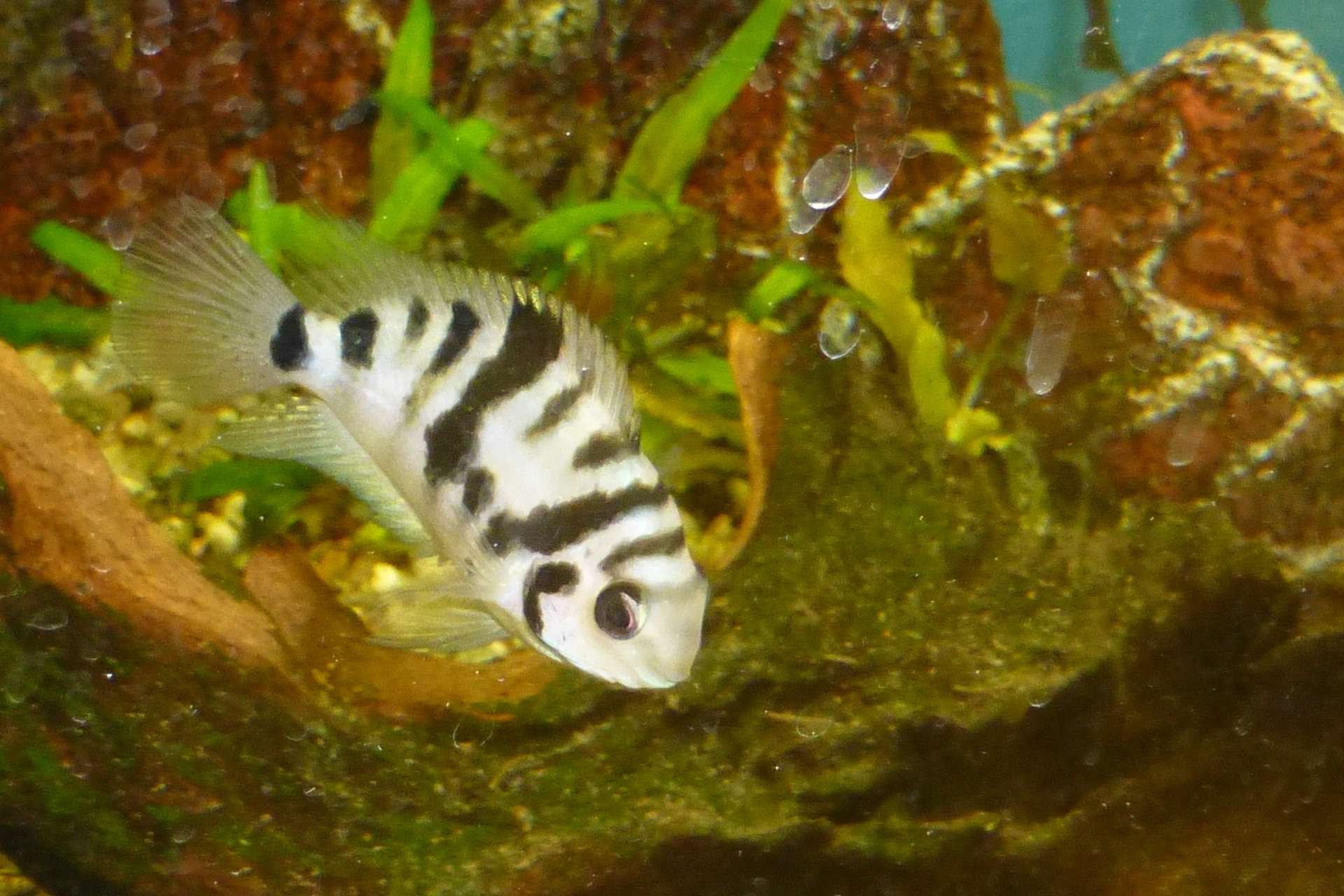
Amatitlania siquia

Amatitlania (Syn.: Bussingius Schmitter-Soto, 2007) ist eine Buntbarschgattung, die in Mittelamerika von der pazifischen Seite des südlichen Mexikos, Guatemalas und El Salvadors über Honduras und Costa Rica (pazifische und karibische Seiten) und bis zum westlichen Panama vorkommt.

## Merkmale
Amatitlania-Arten haben einen relativ gedrungenen Körper mit einem kurzen Schwanzstiel und sind damit an das Leben in stehenden und wenig strömendem Wasser angepasst. Sie werden maximal zehn Zentimeter lang (Weibchen bleiben kleiner) und ihre Körperhöhe liegt bei etwa der Hälfte der Standardlänge. Charakteristisch für die Gattung ist die Musterung mit dunklen Querstreifen auf den Körperseiten, ein Merkmal das Amatitlania mit den nah verwandten Gattungen Cryptoheros, Hypsophrys und Neetroplus teilt. Verglichen mit Cryptoheros haben Amatitlania-Arten eine Querbinde weniger auf den Körperseiten. Die fünfte Binde ist bei Cryptoheros für gewöhnlich in zwei Binden aufgeteilt worden und der hintere Zweig der fünften Binde ist am stärksten pigmentiert und deutlich dunkler als die übrigen. Bei Jungfischen von Amatitlania und den adulten der meisten Arten ist die vierte Binde die dunkelste. Bei den ausgewachsenen Exemplaren einiger Amatitlania-Arten sind alle Binden gleich dunkel. Geschlechtsreife Weibchen von Amatitlania besitzen einen Fleck golden oder kupferfarben irisierende Schuppen auf den Körperseiten oder die Kehle und Bauch sind intensiv bläulich (bei A. septemfasciata und A. sajica). Dieses bei Cryptoheros fehlende Merkmal steht in Zusammenhang mit der aktiven Rolle, die die Amatitlania-Weibchen während der Balz übernehmen. Verglichen mit Hypsophrys und Neetroplus sind die Amatitlania-Arten gedrungener (mehr an das Leben in stillen Gewässern angepasst) und haben weniger Wirbeln und Schuppen in Längsrichtung. Von Archocentrus unterscheiden sich die Amatitlania-Arten durch den Geschlechtsdimorphismus hinsichtlich der Größe und der Färbung, das Balzverhalten, die abgerundete Schnauze (leicht zugespitzt bei Archocentrus) und einen seitlich weniger abgeflachten Körper.
Das Maul ist klein und die Zähne im Unterkiefer stehen quer zur Körperachse; beides gilt als typisch für Arten, die sich detritivor oder herbivor ernähren. Dabei ist der Unterkiefer genau so lang oder kürzer als der Oberkiefer. Die Kieferzähne sind konisch und zugespitzt mit einer labiolingual abgeflachten Spitze. Die Zähne der zweiten und der dritten Zahnreihe sind relativ groß. Die Kopfmorphologie teilt Amatitlania mit Cryptoheros und Hypsophrys und in Kombination mit einigen Merkmalen bezüglich der unpaaren Flossen ist sie einmalig unter den mittelamerikanischen Buntbarschen. Dazu gehören eine erhöhte Anzahl von Afterflossenpterygiophoren von der ersten Hämalia (2 bis 3), eine erhöhte Anzahl von Afterflossenstacheln (7 bis 9) kompensiert durch eine verringerte Anzahl von Afterflossenweichstrahlen (weniger als 8) und eine erhöhte Anzahl von Schwanzflossenstrahlen (17 bis 19).

## Systematik
Die Gattung Amatitlania wurde 2007 durch den mexikanischen Ichthyologen Juan Jacobo Schmitter-Soto eingeführt. Typusart ist der aus der Aquaristik sehr bekannte Zebrabuntbarsch (Amatitlania nigrofasciata), Terra typica der Amatitlán-See der auch Terra typica der Typusart ist. Innerhalb der Heronini gehört die Gattung Amatitlania zu den Amphilophines (nähere Verwandtschaft von Amphilophus) und bildet eine Trichotomie mit Cryptoheros und einer Klade gebildet von Hypsophrys und Neetroplus.

## Arten
Gegenwärtig besteht die Gattung Amatitlania aus acht Arten. Neben den drei ursprünglichen (die vierte, Amatitlania coatepeque Schmitter-Soto, 2007 wurde 2014 mit Amatitlania nigrofasciata synonymisiert), kamen Mitte 2016 noch die fünf Arten aus der Untergattung Bussingius (Gattung Cryptoheros) hinzu.
- Amatitlania altoflava (Allgayer, 2001)
- Amatitlania kanna Schmitter-Soto, 2007
- Topas-Buntbarsch (Amatitlania myrnae (Loiselle, 1997))
- Gelbkopf-Buntbarsch (Amatitlania nanolutea (Allgayer, 1994))
- Zebrabuntbarsch (Amatitlania nigrofasciata (Günther, 1867))
- Sajica-Buntbarsch (Amatitlania sajica (Bussing, 1974))
- Siebenstreifen Buntbarsch (Amatitlania septemfasciata (Regan, 1908))
- Amatitlania siquia Schmitter-Soto, 2007